# Francesco Genala

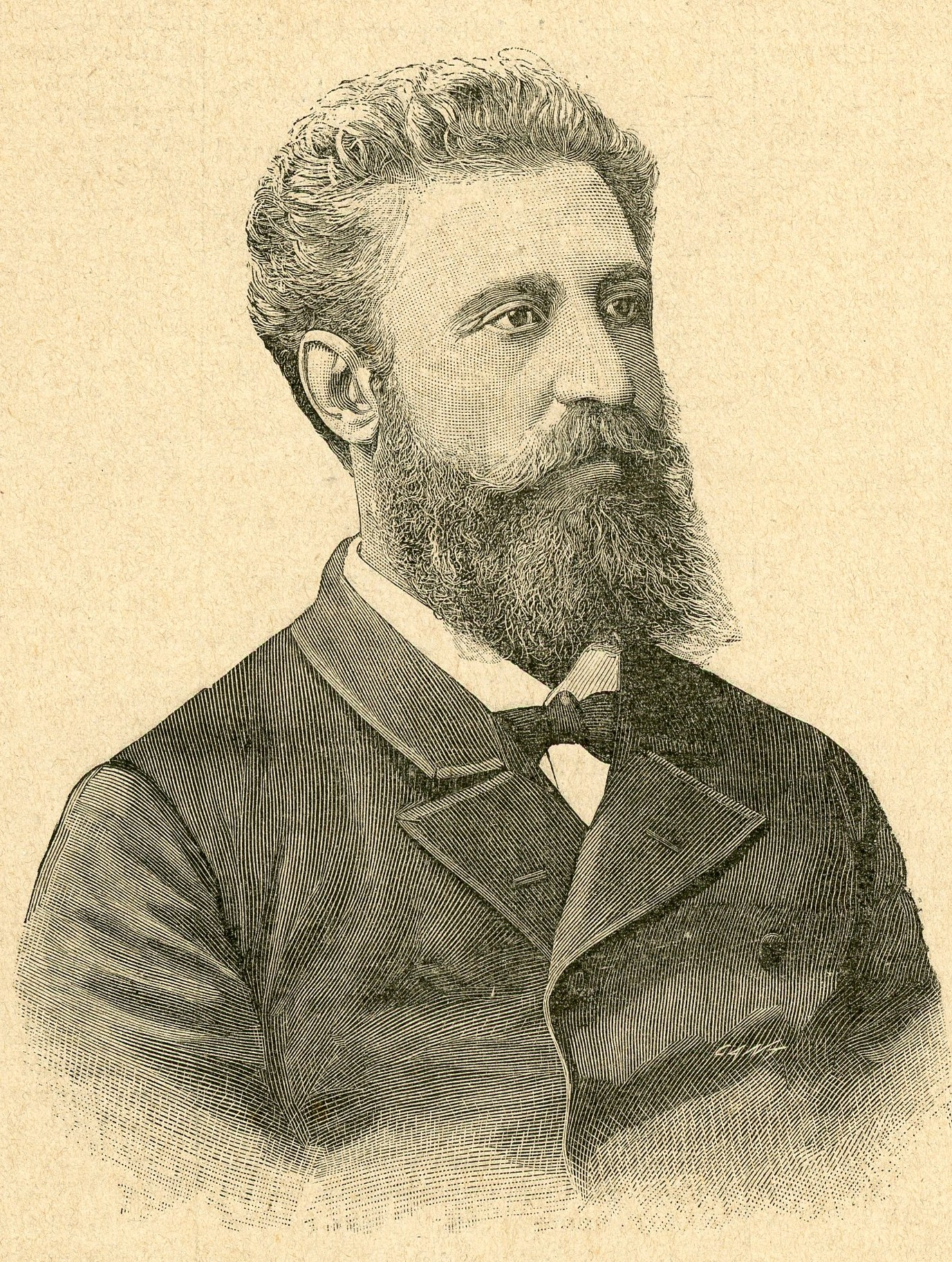
Francesco Genala

Francesco Genala, född 1843 i Soresina, död 1893 i Rom, var en italiensk politiker.
Genala deltog som frivillig i kriget 1859 och i Giuseppe Garibaldis tåg till Sicilien 1860, blev därefter sakförare i Florens och stred 1866 igen bland alpjägarna. År 1871 skrev han en viktig skrift om proportionella val (Rappresentanza proporzionale) och invaldes 1874 i deputeradekammaren, där han anslöt sig till vänstern och särskilt deltog i diskussionen av järnvägsfrågor. 
Redan 1878 erbjöds Genala posten som minister för offentliga arbeten, men avböjde; däremot övertog han detta uppdrag i maj 1883 under Agostino Depretis och förblev minister intill mars 1887 (han ingick 1885 avtalen om järnvägarnas fördelning till tre stora driftsbolag). I maj 1892 blev minister under Giovanni Giolitti och avled kort före ministeriets fall.